# Christian Fährmann
Christian Fährmann (* 5. Oktober 1975 in Berlin-Kreuzberg) ist ein DJ und ehemaliger deutscher Fußballspieler. Seit 2022 ist er als DJ Ferry Stadion-DJ von Hertha BSC.

## Biografie
Fährmann wuchs nach seiner Geburt in Berlin-Neukölln auf. In den 1980er Jahren half er in der Imbissbude seiner Großeltern vor dem Olympiastadion aus und besuchte danach regelmäßig Heimspiele von Hertha BSC. Früh spielte er auch selbst Fußball. In jungen Jahren galt Fährmann als großes Talent, so nahm er unter anderem 1995 an der U20-Weltmeisterschaft in Katar teil.
Seinen größten Erfolg feierte er bereits 1997, als er als Stammspieler mit Hertha BSC in die Erste Bundesliga aufstieg und dort 15 Spiele absolvierte.
Nach seiner aktiven Karriere als Profispieler absolvierte er erfolgreich eine Ausbildung als Versicherungsfachmann.
Aufmerksamkeit erlangte er noch einmal, als er vor dem Landesarbeitsgericht Berlin gegen seinen ehemaligen Verein 1. FC Union Berlin klagte, da dieser einen Teil von Fährmanns Gehalt einbehielt, weil Fährmann nach einer Verletzung den Vereinsarzt nicht aufsuchte und sich zu spät krankmeldete. Die Spielergewerkschaft VdV versuchte daraus ein Grundsatzurteil zu erreichen, erhielt allerdings vor dem Gericht kein Recht.
Bereits während seiner Zeit bei Hertha BSC interessierte er sich für das Auflegen von Musik und verfolgte es während seiner gesamten Spielerzeit als Hobby weiter. Nach seiner Fußballer-Karriere wurde er Stamm-DJ in einem Berliner Club. Seit April 2022 ist er der offizielle Stadion-DJ bei Hertha BSC.